# Joël Mesot

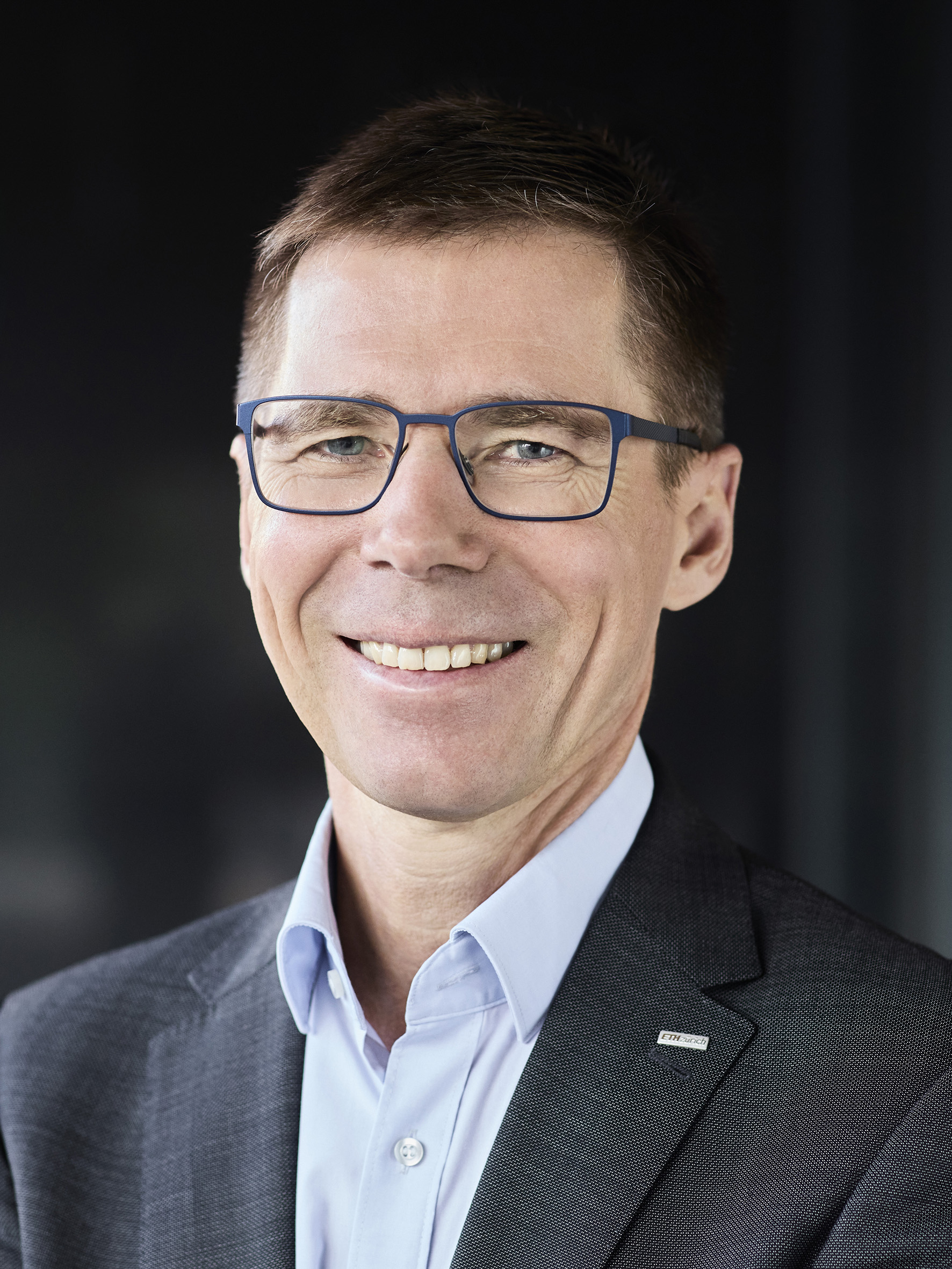
Joël Mesot (2021)

Joël François Mesot (* 31. August 1964 in Genf) ist ein Schweizer Physiker. Seit 2008 ist er ordentlicher Professor an der Eidgenössischen Technischen Hochschule (ETH) in Zürich und seit 2019 deren Präsident.

## Werdegang
Mesot studierte Physik an der ETH Zürich und wurde 1992 in Festkörperphysik promoviert. Im Rahmen seiner Dissertation über Hochtemperatur-Supraleiter forschte er auch am Institut Laue-Langevin in Grenoble, Frankreich.
Nach einem ersten Aufenthalt am Paul Scherrer Institut (PSI), wo er das Neutronen-Flugzeit-Spektrometer FOCUS konzipierte und realisierte, wechselte er zwischen 1997 und 1999 ans Argonne National Laboratory und an die University of Illinois, Chicago, USA. In den USA forschte er zu verschiedenen Quantum-Materialien an Synchrotonen und lernte die Methode der Angle-Resolved Photoemissions-Spektroskopie (ARPES) kennen. Danach kehrte er ans PSI zurück, wo er ab 2004 die Leitung des Labors für Neutronenstreuung übernahm. 2007 wurde er zum PSI-Direktor gewählt. Unter seiner Leitung wuchs das Institut von 1300 auf gegen 2000 Mitarbeitende. Der neue Freie-Elektronen-Laser SwissFEL wurde realisiert, und für die Schweizer Neutronenquelle SINQ und die Swiss Light Source SLS2.0. wurden Updates initiiert. In seiner Zeit wurden die ESI-Plattform zur Förderung der Power-to-Gas-Technologie realisiert und das Protonentherapie-Zentrum für die Behandlung von Krebs weiterentwickelt.
Im Jahr 2007 erhielt er eine Titularprofessur an der ETH Zürich und zwischen 2008 und 2018 eine Doppelprofessur in Zürich und an der EPF in Lausanne. 2018 wählte ihn der Bundesrat zum ETH-Präsidenten, als Nachfolger von Lino Guzzella. Joël Mesot ist der erste welsche Präsident der ETH Zürich seit über hundert Jahren. Bundesrat Schneider-Ammann nannte dessen Wahl einen "Brückenschlag" und bezeichnete Mesot als eine "integrierende Persönlichkeit", da er in der Forschung zweier Landesteile integriert sei. 2022 bestätigte der Bundesrat Mesot für eine zweite Amtsperiode (2023–2026).
Joël Mesot ist Mitglied verschiedener nationaler und internationaler Gremien, u. a.:
- von Swissuniversities, dem Dachverband der Schweizer Hochschulen
- des ETH-Rats, dem Führungs- und Aufsichtsorgan des ETH-Bereichs
- des Stiftungsrats Innovationsparks Schweiz
- des Governing Board CREATE (Singapur)
- Vizepräsident des Stiftungsrats der ETH Foundation[6]

## Hochschulpolitik
Als Präsident trägt Joël Mesot die rechtliche und politische Gesamtverantwortung der Hochschule, die er zusammen mit sechs weiteren Schulleitungsmitgliedern führt. Zu den Herausforderungen seines Amtes zählen die weltweite Spitzenposition der ETH Zürich insbesondere auch gegenüber aufstrebenden Universitäten in Asien zu halten. An Brisanz gewonnen hat in den letzten Jahren die Frage des Zugangs zum globalen Talentpool und insbesondere zum europäischen Forschungsraum (seit 2021 Nicht-Assoziierung der Schweiz zu Horizon Europe).
Mesot startete zu Beginn seiner ersten Amtszeit das "rETHink" zur organisatorischen Weiterentwicklung der Hochschule und trieb die Intensivierung der Kontakte in die Westschweiz voran. So führten die ETH Zürich und die EPFL einen gemeinsamen Master in Cybersecurity ein, der die Studierenden verpflichtet, ein Semester an der Schwesterinstitution zu verbringen. Auf strategischer Ebene baute er die Zusammenarbeit im Quantencomputing und in der Medizin aus und setzte weitere Akzente mit neuen Zentren für die Künstliche Intelligenz (ETH AI Center) sowie zur Erforschung des Ursprungs des Lebens (Centre for the Origin and Prevalence of Life). Zudem erhielt der Bereich Raumfahrtforschung eine spürbare Aufwertung. Durch eine Zusammenarbeit mit der Dieter Schwarz Stiftung sollen in den nächsten 30 Jahren 20 neue Professuren an der ETH Zürich und dem neuen Forschungszentrum in Heilbronn etabliert werden.
Mesot gehört zu den Initianten der im Frühjahr 2023 lancierten "Coalition for Green Energy and Storage", einer Public-Private-Partnerschaft, die zusammen mit Schweizer Firmen neue Technologien für die Produktion und Speicherung von grüner Energie marktreif machen möchte. In Bezug auf Nachhaltigkeit und Dekarbonisierung des eigenen Campus leitete er eine Diskussion innerhalb der Hochschule ein, wie die ETH Zürich die Netto-Null-Ziele bis 2030 bzw. 2050 konkret erreichen will. Grundlage dazu ist ein Whitepaper zu Netto-Null sowie eine Roadmap mit Massnahmen und Szenarien.

## Ehrungen
Im Jahr 2002 erhielt Mesot den Latsis-Preis der ETH Zürich und 1995 den IBM-Preis der Schweizerischen Physikalischen Gesellschaft (SPG).

## Sonstiges
Mesot ist heimatberechtigt in Fiaugères FR und spricht Französisch, Deutsch, Englisch und Spanisch.

## Publikationen (Auswahl)
Autor von rund 250 Veröffentlichungen und eines Buchs auf dem Gebiet der stark korrelierten Materialien.
- J. Mesot et al.: Neutron Spectroscopic Evidence for Cluster Formation and Percolative Superconductivity in ErBa2Cu3Ox. In: Physical Review Letters 70 (1993), S. 865, doi:10.1103/PhysRevLett.70.865.
- J. C. Campuzano, J. Mesot et al.: Electronic spectra and their relation to the (𝜋,𝜋) collective mode in high-Tc superconductors. In: Physical Review Letters 83 (1999), S. 3709, doi:10.1103/PhysRevLett.83.3709.
- J. Mesot et al.: Superconducting Gap Anisotropy and Quasiparticle Interactions: A Doping Dependent Photoemission Study. In: Physical Review Letters. Band 83, Nr. 4, 26. Juli 1999, S. 840–843, doi:10.1103/PhysRevLett.83.840.
- Albert Furrer, Joël Mesot, Thierry Strässle: Neutron Scattering in Condensed Matter Physics. In: Series on Neutron Techniques and Applications. Band 04. World Scientific, 2009, ISBN 978-981-02-4830-7, doi:10.1142/4870.
- J. Chang, J. Mesot et al.: Direct observation of competition between superconductivity and charge density wave order in YBa2Cu3O6.67. In: Nature Physics. Band 8, Nr. 12, Dezember 2012, S. 871–876, doi:10.1038/nphys2456.
- B. Q. Lv, J. Mesot et al.: Observation of Weyl nodes in TaAs. In: Nature Physics. Band 11, Nr. 9, September 2015, S. 724–727, doi:10.1038/nphys3426.
- J. Mesot: Advances in Science Diplomacy: Showcasing New Multidisciplinary Approaches. In: Ana Mari Cauce, Yves Flückiger, Bert van der Zwaan (Hrsg.): Universities as the fifth power? Opportunities, Risks and Strategies. Association Glion Colloquium, Geneva 2022, ISBN 978-2-940723-11-9, S. 175–186.